# Augustyn (Bielajew)
Augustyn, imię świeckie Aleksandr Aleksandrowicz Bielajew (ur. 16 lutego?/28 lutego 1886 w Kamyszynie, zm. 23 listopada 1937 w obwodzie tulskim) – rosyjski biskup prawosławny, nowomęczennik.

## Życiorys
Ukończył seminarium duchowne w Kostromie, zaś w 1911 także Kazańską Akademię Duchowną, uzyskując tytuł kandydata nauk teologicznych. Po uzyskaniu dyplomu podjął pracę nauczyciela w różnych szkołach w Penzie. W 1913 ożenił się, miał dwie córki, w 1920 owdowiał. W tym samym roku przyjął święcenia kapłańskie i rozpoczął służbę w cerkwi Narodzenia Pańskiego w Permie. Jeszcze w tym 1920 został na krótko aresztowany przez Czeka pod zarzutem agitacji przeciwko władzy radzieckiej. Drugi raz na krótko trafił do więzienia w 1922, w związku z oskarżeniem o sprzeciwianie się konfiskacie majątku Rosyjskiego Kościoła Prawosławnego. Po zwolnieniu wyjechał do Kineszmy.
W 1923 złożył wieczyste śluby mnisze i 21 września tego samego roku przyjął chirotonię na biskupa iwanowo-wozniesienskiego, wikariusza eparchii włodzimierskiej. Został jednak zmuszony do wyjazdu z Iwanowo-Wozniesienska; nadal zamieszkiwał w Kineszmie. W 1924 dwukrotnie trafiał do aresztu, po czym został zmuszony do przeprowadzki do Moskwy. Wiosną 1926, w Iwanowo-Wozniesiensku, został zatrzymany po raz kolejny i skazany na trzyletnią zsyłkę do Azji Środkowej. Odbył całość kary. 1 października 1929 został wyznaczony na biskupa ałmackiego, jednak miejscowe władze nie zgodziły się na przystąpienie przez niego do wykonywania obowiązków hierarchy. Rok później otrzymał godność biskupa syzrańskiego. Już po roku został aresztowany i skazany na trzy lata łagru, karę odbywał w obwodzie leningradzkim (Swirłag). Ponownie odbył całość wyroku.
Po odzyskaniu wolności otrzymał godność biskupa kałuskiego i borowskiego. W 1936 podniesiony do godności arcybiskupiej. 20 września 1937 został aresztowany w Kałudze i 19 listopada tego samego roku skazany na śmierć. Cztery dni później wyrok został wykonany. Duchowny został pochowany w zbiorowym grobie w nieznanym miejscu.
W 2000 kanonizowany jako jeden z Soboru Świętych Nowomęczenników i Wyznawców Rosyjskich.